# Случаен концерт
„Случаен концерт“ е български игрален филм (мюзикъл) от 1960 година на режисьора Коста Наумов, по сценарий на Банчо Банов и Коста Наумов. Оператор е Константин Янакиев.

## Сюжет
Пред входа на Народната опера в София се тълпят любители на оперното изкуство с надежда да купят свободен билет. Сред тях е секретарят на операта, който трябва да посрещне чуждестранен импресарио. Той идва в България да ангажира оперен певец за ролята на Мефистофел, за да спаси премиерата на „Фауст“ в своя оперен театър. Положението може да бъде спасено само от певеца Николай Гяуров, но той изнася концерти в страната. Импресариото трябва да го ангажира на всяка цена и затова тръгва на пътешествие из България...

## Актьорски състав
- Владимир Трендафилов – Импресариото
- Емилия Радева – Елен
- Иван Стефанов – Янчев
- Асен Миланов – Иван
- Георги Громов
- Иван Обретенов
- Стоян Коларов
- Алексей Милковски
- Любомир Бодуров
- Николай Гяуров
- Никола Николов
- Пенка Коева
- Юлия Винер
- Татяна Василева